# Distrito de Bremgarten
Bremgarten é um distrito da Suíça, localizado no cantão de Argóvia. Tem 117,46 km² de área e sua população em 2019 foi estimada em 78.158 habitantes. Sua sede é a comuna de Bremgarten.

## Comunas
| Brasão                     | Comuna                     | População (31 de dezembro de 2019) | Área em km2 |
| -------------------------- | -------------------------- | ---------------------------------- | ----------- |
| Arni                       | Arni                       | 1.868                              | 3.37        |
| Berikon                    | Berikon                    | 4.756                              | 5.38        |
| Bremgarten                 | Bremgarten                 | 8.211                              | 11.36       |
| Büttikon                   | Büttikon                   | 975                                | 2.82        |
| Dottikon                   | Dottikon                   | 3.891                              | 3.89        |
| Eggenwil                   | Eggenwil                   | 1.034                              | 2.46        |
| Fischbach-Göslikon         | Fischbach-Göslikon         | 1.607                              | 3.07        |
| Hägglingen                 | Hägglingen                 | 2.445                              | 7.73        |
| Islisberg                  | Islisberg                  | 631                                | 1.65        |
| Jonen                      | Jonen                      | 2.183                              | 5.70        |
| Niederwil                  | Niederwil                  | 2.815                              | 6.15        |
| Oberlunkhofen              | Oberlunkhofen              | 2.035                              | 3.25        |
| Oberwil-Lieli              | Oberwil-Lieli              | 2.457                              | 5.35        |
| Rudolfstetten-Friedlisberg | Rudolfstetten-Friedlisberg | 4.508                              | 4.90        |
| Sarmenstorf                | Sarmenstorf                | 2.929                              | 8.30        |
| Tägerig                    | Tägerig                    | 1.489                              | 3.30        |
| Uezwil                     | Uezwil                     | 488                                | 2.45        |
| Unterlunkhofen             | Unterlunkhofen             | 1.469                              | 4.49        |
| Villmergen                 | Villmergen                 | 7.472                              | 11.94       |
| Widen                      | Widen                      | 3.779                              | 2.62        |
| Wohlen                     | Wohlen                     | 16.613                             | 12.48       |
| Zufikon                    | Zufikon                    | 4.503                              | 4.80        |
|                            | Total                      | 78.158                             | 117.46      |